# Športsko jedrenje

## Povijest športskog jedrenja
Najstarije društvo športskog jedrenja je Water Club of Cork koje se nalazilo u gradu Corku na jugoistoku Irske. Klub je osnovan 1720. godine te djeluje i danas. Najstariji zapis o regati potječe iz godine 1749. kada je održana regata između Greenwicha i Norena na rijeci Temzi. Kao početak organiziranih jedriličarskih regata uzima se godine 1775. kad je osnovan Thames Club Cumberlan Fleet.
Povijesni dan za svjetsko jedriličarstvo je 1. lipanj 1815. godine kad se grupa engleske gospode našla u Thatched House Taveru u St. James˙s Street u Londonu s ciljem okupljanja ljubitelja jedrenja. Pod predsjedanjem lorda Granthama, 42 jedriličara su osnovali Yacht Club (što je prvi put da su te dvije riječi spojene zajedno). Iako je osnovan u Londonu, klub je premješten u luku grada Cowesa na otoku Wight. 1817. godine engleski princ ih je počastio svojim članstvom, a 1820. godine kad je postao kralj George IV., klub je preimenovan u Royal Yacht Club s pravom vijanja ratne zastave. Tako je Engleska preuzela primat u jedriličarstvu u Europi od Nizozemske gdje su nastale prve jedrilice za šport i razonodu.
U SAD je službeni početak rada jedriličarskih klubova bio 30. srpnja 1844. godine kada je 9 jedriličara na čelu s John Cox Stevensom osnovalo New York Yacht Club (NYYC). Prvu službenu regatu u Americi NYYC je organizirao u srpnju 1845. godine na ruti kroz New York. Za ovu regatu NYYC je odredio pravila hendikepa.
Širi popis najstarijih jedriličarskih klubova pogledajte u članku Najstariji jedriličarski klubovi.

### Športsko jedrenje u Hrvatskoj
Prvi jedriličarski klub - Jedriličarski klub "Plav" - je osnovan 1876 na otoku Krku te djeluje i danas. 
1890. godina je bila vrlo značajna za jedriličarski šport u Hrvatskoj i Dalmaciji. te je godine osnovan prvi veslački i jedriličarski klub "Adria" u Splitu. Klub je djelovao do 1928. godine. Datum osnivanja kluba je bio 20. srpnja 1890. godine. Klub je osnovao dr. Petar Kamber koji je bio javni bilježnik u Splitu. Putem tiska građani Splita su obaviješteni o radu kluba i na pozivu za učlanjenje u klub od 11. kolovoza 1890. klub se naziva "Rowing & Yachting Club Adria". Poslovni jezik kluba je bio engleski - pour egalite - zbog jednakosti jer su članovi bili većinom iz imućnih talijanskih i hrvatskih obitelji, te su se primali članovi samo iz određenih društvenih krugova! To je i dovelo do športskog neuspjeha i raspada kluba.
Popis klubova u Hrvatskoj pogledajte u članku Hrvatski jedriličarski klubovi.

## Jedriličarska natjecanja
Jedriličarska natjecanja se nazivaju regate. Cilj natjecanja je proći zadanu stazu u što kraćem vremenu. Svaka regata se dogovara na određenom regatnom polju, za propisanu klasu jedrilice dozvoljene za to natjecanje. Na nekim ragatama istovremeno se natječu jedrilice različitih klasa, ali se njihov nastup boduje odvojeno.
Jedriličarska natjecanja se održavaju u svim klasama, u rasponu od malih jedrilica za jednu osobu pa do velikih jedrilica s posadama od 10-20 članova. Za sudjelovanje na nekim regatama, kao što je "America's Cup" ili regata  "Sydney-Hobart" potrebno je osigurati znatna financijska sredstva za izgradnju broda, dok s druge strane postoje natjecanja standardiziranih jeftinih i jednostavnih malih jedrilica koje si gotovo svaki jedriličarski klub može priuštiti. Što se tiče regatnog polja, većina regata se održava na blizu obale na polju označenom bovama, ali ima i regata izdržljivosti kada natjecateji moraju proći cijele oceane ili čak oploviti svijet.
Športskim jedrenjem upravlja Međunarodna jedriličarska federacija (ISAF, što je kratica od engleskog naziva International Sailing Federation). ISAF objavljuje i propisuje pravila natjecanja, zadane tehničke parametre jedrilica za pojedine klase, itd.
Jedriličarske klase se određuju po: duljini plovila, kvadraturi, broju i obliku jedara, broju i duljini jarbola, broju trupova plovila (osim standardnih plovila s jednim trupom postoje i plovila s dva trupa ili katamarani, te plovila s tri trupa ili trimarani), broju posade, itd.

### Olimpijske klase
Jedrenje je olimpijski šport još od početka modernog olimpizma. Kroz povijest su se pravila i klase na Igrama mijenjale. 
Na Igrama u Ateni 2004. godine su bile održane regate u sljedećim kategorijama:
- Muškarci: jedrenje na dasci, Finn, 470, Zvijezda
- Žene: jedrenje na dasci, 470, Europa, Yngling
- Mješovita kategorija (otvorena za muškarce i žene): Laser, 49er, Tornado

OI Peking 2008:
- Muškarci: jedrenje na dasci - RS:X, Finn, 470, Zvijezda
- Žene: jedrenje na dasci- RS:X, 470, Laser Radial, Yngling
- Mješovita kategorija (otvorena za muškarce i žene): Laser, 49er, Tornado

OI Rio de Janeiro 2016:
- Muškarci: jedrenje na dasci - RS:X, Laser, Finn, 470, 49er
- Žene: jedrenje na dasci- RS:X, Laser Radial, 470, 49erFX
- Mješovita kategorija (za muškarce i žene): Nacra 17

Kvaliteta jedrenja u olimpijskim klasama je puno veća od ostalih klasa.
Postoje još mnoge klase od kojih u Hrvatskoj možemo na natjecanjima često vidjet: optimist, RU jedrilice, krstaši, 420, J/24

### America's Cup
America's Cup je jedna od najpoznatijijih i najcjenjenijih jedriličarskih regata. Povijesna godina je 1851. kada je 170-tonski škuner "America", član New York Yacht Club-a, bio pozvan na sudjelovanje u Nacional Cupu kojeg je dodjeljivala engleska kraljica. Iako je prejedrila Atlantik "Americi" nije dozvoljeno da sudjeluje na "Nacional Cupu" jer je on bio predviđen samo za nacionalne jedrilice. Engleski domaćin je zbog toga organizirao posebnu regatu oko otoka Wight u kojoj je "America" pobijedila 17 engleskih jedrilica, te tako daje ime najstarijem međunarodnom športskom trofeju America`s Cup.
Ova je regata danas mjerilo najvećih športskih dostignuća u jedrenju. Za pobjedu na toj regati potrebno je okupiti vrhunski jedriličarski tim ali i pozamašna financijska sredstva potrebna za izgradnju skupih i tehnički najmodernijih jedrilica za natjecanje.

### ARC regata
Atlantic rally for cruisers, tradicionalna je regata u organizaciji Yachting world kluba iz Engleske. To je najmasovniji prijelaz jednog oceana, a ruta ide od Las Palmasa na Gran Canaria, a završava na karipskom otoku St. Lucia. Ruta iznosi oko 2.660 nautičkih milja.
Prvi hrvatski brod na ARC regati bila je “Issa” sa zapovjednikom Alenom Krstulovićem. Oni su na regati učestvovali 2001 godine. Od 223 sudionika 2001. godine Issa je zauzela 65 mjesto. Rutu je prejedrila za 17 dana i 19 sati, prosječnom brzinom od 7,42 čvora. Posadu je sačinjavalo šest ljudi, od kojih trojica slučajnim odabirom na samoj Gran Canarii. Internacionalni sastav posade, kao i ranije međusobno nepoznavanje nije predstavljalo nikakovu teškoću pri obavljanju danonoćnih obveza.
Svakoga dana po UTC vremenu točno u podne svaki je sudionik javljao svoju poziciju regatnom odboru, koja se mogla ičitavati preko interneta u svakom trenutku. Iako su uobičajeni vjetrovi u to doba pasati iz smjera sjevero-istok, jačine do 25 čvorova, radi utjecaja harikena „Olga“ koji je prošao prije, vjetar je bio značajno jači, što je omogućilo izravniju rutu, bez neophodnog „spuštanja“ do Cabo Verde.
Ove 2010. godine na ARC regati učestvuje jedrilica Dora sa zapovjednikom Leom Lemešićem.

## Vanjske poveznice

### Sestrinski projekti
|  | Zajednički poslužitelj ima stranicu o temi jedrenje    |
|  | Zajednički poslužitelj ima još gradiva o temi jedrenje |

### Mrežna mjesta
- World Sailing
- International Windsurfing Association - IWA  Arhivirana inačica izvorne stranice od 22. travnja 2019. (Wayback Machine)
- International Kiteboarding Association - IKA  Arhivirana inačica izvorne stranice od 6. svibnja 2019. (Wayback Machine)
- Hrvatski jedriličarski savez